# Oddur Einarsson

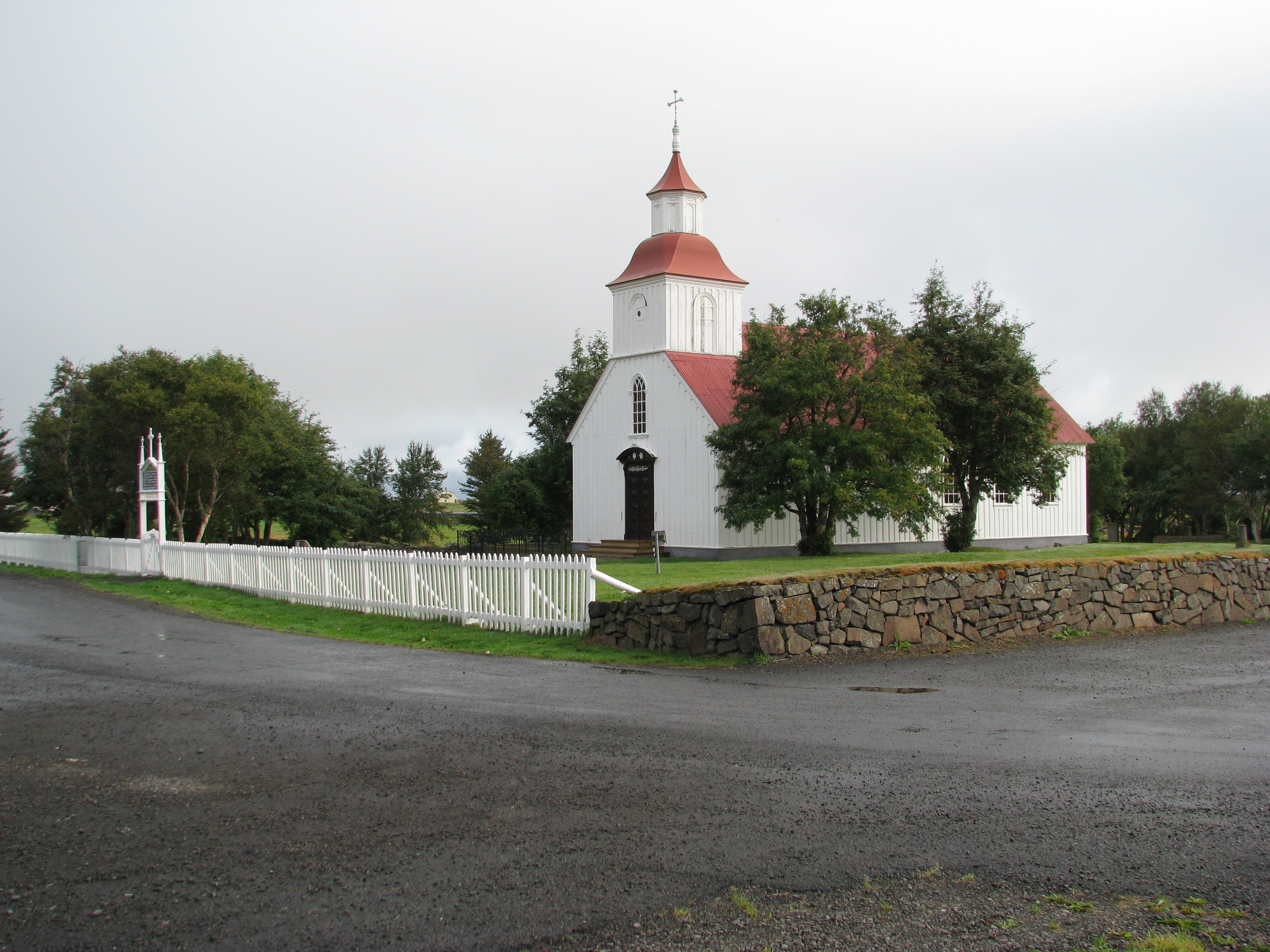
Derzeitige Kirche in Möðruvellir (Hörgárdalur), am Geburtsort des Bischofs

Oddur Einarsson (* 31. August 1559; † 28. Dezember 1630) war ein evangelischer Bischof von Skálholt im Süden von Island.

## Familie und Ausbildung
Sein Vater Einar Sigurðsson í Eydölum war Pfarrer in Nes im Aðaldalur nicht weit vom See Mývatn in Nordisland.
Als Oddur Einarsson geboren wurde, arbeitete sein Vater als Hilfspfarrer in Möðruvellir und dort kam Oddur zur Welt. Später war sein Vater Pfarrer am Mývatn und dann in Nes. Obwohl seine Eltern arm waren und kinderreich – der Vater hatte nach dem Tod von Oddurs Mutter noch weitere Kinder mit seiner 2. Frau – erhielten doch Oddur und einer seiner Brüder eine gute Erziehung in der Schule von Hólar.
Danach fuhr auch Oddur wie die meisten seiner Kollegen zur weiteren Ausbildung nach Kopenhagen, wo er zwei Jahre an der dortigen Hochschule studierte (1585–87). Unter anderem belegte er Mathematik und Astronomie und auf diese Weise kam er in Berührung mit Tycho Brahe, den er auch in dessen Schloss Uranienborg besuchte.

## Beruflicher Werdegang
Zunächst wurde Oddur Schulleiter der Schule von Hólar. 1588 wurde er von Guðbrandur Þorláksson, dem ihm sehr gewogenen Bischof von Hólar, zum Parlament Althing gesandt, um seine Wahl zum Bischof von Skálholt zu fördern. Nachdem Oddur dazu gewählt worden war, fuhr er nach Dänemark, verbrachte dort den Winter und wurde im jungen Alter von 30 Jahren zum Bischof geweiht.

## Wirken
Oddur Einarsson galt als sittenstrenger Bischof. Er wandte sich gegen Volksbräuche wie die Vikivaki-Bälle und das Verzehren von Pferdefleisch an Sonn- und Feiertagen.
Auch setzte er sich für die Verfolgung und den Bann so genannter Zauberer ein.
Andererseits sorgte er für seine Verwandtschaft, holte die nicht vermögenden Eltern und Geschwister nach Skálholt und übergab seinem Vater Eydalir im Breiðdalur in Ostisland, das damals als eine der reichsten Pfarreien im Lande galt.

## Schrifttum
Der Bischof galt als sehr gebildet und war vermutlich der erste, der mittelalterliche Handschriften in Island sammelte. Seine Sammlung verbrannte allerdings im Feuer von 1630, das den Bischofssitz Skálholt schwer beschädigte. Einige Überreste der wertvollen Sammlung konnte Árni Magnússon übernehmen.
Oddur Einarsson schrieb selbst viel, vor allem historische Abhandlungen über die Bischöfe von Skálholt und Hólar, darunter Jón Arason. Er hielt auch andere Autoren dazu an, ein Gleiches zu tun, so verfasste mit seiner Förderung Jón Egilsson die Biskupaannál (dt. Bischofsannalen).
Heutzutage kennt man Oddur Einarsson nicht zuletzt als (vermutlichen) Verfasser einer lateinischsprachigen Beschreibung seines Landes (Qualiscunque descriptio Islandiae), die als verloren galt, aber zu Beginn des 20. Jahrhunderts als Manuskript in einer Hamburger Bibliothek auftauchte. Vermutlich wurde das Buch seinerzeit nicht aufgelegt, weil zur gleichen Zeit Arngrímur Jónsson ebenfalls eine Beschreibung Islands verfasst hatte und diese in Druck gab.

## Ehefrau
Seine Frau war Helga Jónsdóttir, die aus dem reichen Hof Grund im Eyjafjörður stammte. Sie hatte einen vergleichsweise schlechten Ruf als sehr harte Frau gegenüber den Armen.

## Nachfolger
Nach seinem Tode 1630 folgte ihm sein Sohn Gísli Oddsson als Bischof nach.